# پیتر فرامان
پیتر فرامان (انگلیسی: Peter Fraßmann؛ زادهٔ ۲۰ ژوئیهٔ ۱۹۵۸) بازیکن فوتبال اهل آلمان است.
از باشگاه‌هایی که در آن بازی کرده‌است می‌توان به باشگاه فوتبال بروسیا دورتموند اشاره کرد.